# Мендельский, Томаш
То́маш Менде́льский (пол. Tomasz Mendelski; 21 мая 1981, Ольштын) — польский гребец-байдарочник, выступал за сборную Польши на всём протяжении 2000-х годов. Участник двух летних Олимпийских игр, серебряный и бронзовый призёр чемпионатов мира, многократный призёр чемпионатов Европы, победитель многих регат национального и международного значения.

## Биография
Томаш Мендельский родился 21 мая 1981 года в городе Ольштыне Варминьско-Мазурского воеводства. Активно заниматься греблей начал в раннем детстве, проходил подготовку в местном одноимённом спортивном клубе «Ольштын».
Первого серьёзного успеха на взрослом международном уровне добился в 2004 году, когда попал в основной состав польской национальной сборной и побывал на домашнем чемпионате Европы в Познани, откуда привёз две награды бронзового достоинства, выигранные в зачёте одиночных байдарок на дистанции 200 метров и в зачёте четырёхместных байдарок на дистанции 1000 метров. Благодаря череде удачных выступлений удостоился права защищать честь страны на летних Олимпийских играх 2004 года в Афинах — в составе четырёхместного экипажа, куда также вошли гребцы Рафал Глажевский, Адам Серочиньский и Дариуш Бялковский, на тысяче метрах сумел дойти до финальной стадии турнира, однако в решающем заезде финишировал лишь восьмым.
После афинской Олимпиады Мендельский остался в основном составе гребной команды Польши и продолжил принимать участие в крупнейших международных регатах. Так, в 2005 году он получил бронзу на европейском первенстве в Познани в километровой гонке четвёрок и серебро на мировом первенстве в Загребе в двухсотметровой гонке одиночек. Год спустя на чемпионате мира в венгерском Сегеде дважды поднимался на пьедестал почёта, в том числе стал бронзовым призёром в четвёрках на пятистах метрах и серебряным призёром в четвёрках на тысяче метрах. Ещё через год на аналогичных соревнованиях в немецком Дуйсбурге добавил в послужной список ещё одну серебряную награду, выигранную в километровой дисциплине четырёхместных экипажей. При этом на чемпионате Европы в испанской Понтеведре взял две бронзовые медали в двойках на пятистах метрах и в четвёрках на тысяче метрах.
Будучи одним из лидеров гребной команды Польши, Томаш Мендельский благополучно прошёл квалификацию на Олимпийские игры 2008 года в Пекине — на сей раз в четвёрках на дистанции 1000 метров совместно с партнёрами Мареком Твардовским, Павлом Бауманом и Адамом Высоцким занял в финале шестое место, немного не дотянув до призовых позиций. Вскоре по окончании пекинской Олимпиады принял решение завершить карьеру профессионального спортсмена, уступив место в сборной молодым польским гребцам.